# Костюк, Лариса Викторовна
Лари́са Ви́кторовна Костю́к (род. 10 марта 1971, Кузнецк, Пензенская область, РСФСР, СССР) — российская оперная певица(меццо-сопрано), солистка «Геликон-оперы», Большого театра, Михайловского театра. Народная артистка России (2024).

## Биография
Родилась в городе Кузнецке Пензенской области, но по собственным словам, все сознательное детство провела в Тольятти, куда в 1972 году родители уехали на строительство Волжского автомобильного завода. Мама будущей певицы была музыкантом, баянистом, вела кружок в детском клубе, в котором и начала занятия пением Лариса, сначала в составе хора, затем соло. Вообще петь Лариса начала очень рано — с четырёх лет, под влиянием мамы, унаследовав её красивый низкий голос. С детства предпочитала драматическую музыку, исполняя в основном советские патриотические песни.
Окончила в Тольятти детскую музыкальную школу № 4 по классу фортепиано, педагогом была Л. К. Селяткина. О карьере певицы Лариса не задумывалась до 15 лет, пока не попала на гастроли Самарского оперного театра с оперой «Кармен», произведшие неизгладимое впечатление на начинающую исполнительницу. После этого она решила непременно стать оперной певицей и тоже петь в «Кармен», а её кумиром для подражания стала Елена Образцова. Для осуществления своей мечты, после окончания школы в 17 лет она отправилась в Москву.
В Москве Лариса поступила на вокальное отделение музыкального училища имени Гнесиных, где её педагогом по вокалу была В. В. Турчанович. На первом курсе возникли сложности при постановке голоса, из-за чего Лариса единственная на курсе получила три балла, после чего, разочаровавшись в своих способностях и перспективе стать певицей, решила посвятить себя семье, вышла замуж, вскоре у неё родился сын. Однако проблемы с голосом прошли, и в 1993 году она с отличием окончила училище.
В институт имени Гнесиных Ларису не взяли, и она поступила на вокальное отделение Московского государственного института культуры, где её педагогом по вокалу стал Г. С. Портнов. Творческую карьеру начала с Государственной академической симфонической капеллы России под руководством Валерия Полянского, но в петь в хоре у Ларисы не получалось, тем более она с детства не любила этого, так как при хоровом пении для её низкого голоса попросту не доставало мелодии. Как супруга солиста оперной труппы Сергея Костюка она пришла в «Геликон-оперу», где ей понравилась спектакли и атмосфера, и где Дмитрий Бертман смог разглядеть её актёрский талант и помог ему раскрыться. Именно Бертмана Костюк считает своим учителем, который научил её практически всему. С 1995 года входит в труппу московского музыкального театра «Геликон».
В 1997 году, также с отличием, Лариса окончила вокальное отделение Московского государственного института культуры (педагог по вокалу Г. С. Портнов).
В настоящее время Костюк является одной из ведущих солисток театра «Геликон-опера». В репертуаре певицы более 40 партий, в том числе практически все ведущие партии для меццо-сопрано: Графиня («Пиковая дама» П. Чайковского), Марина Мнишек («Борис Годунов» М. Мусоргского), Фенена («Набукко» Дж. Верди), Муза-Никлаус («Сказки Гофмана» Ж. Оффенбаха).

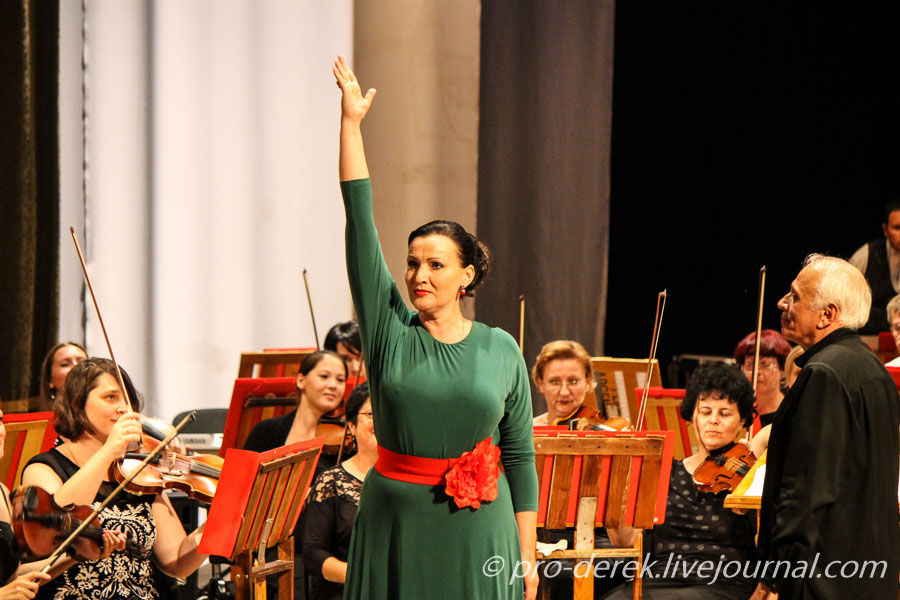
Лариса Костюк и симфонический оркестр тольяттинской филармонии под управлением Анатолия Левина. Тольятти, 2014.

Творчество Костюк хорошо известно и востребовано и за пределами сцены «Геликон-театра». В 2004 году она дебютировала в Большом театре с партией Настоятельницы монастыря в опере Сергея Прокофьева «Огненный ангел», став первой исполнительницей этой партии на сцене Большого. С 2011 года Костюк — приглашённая солистка Михайловского театра, где исполняет партию Графини в опере П. И. Чайковского «Пиковая дама» и партию Ульрики в опере Верди «Бал-маскарад».
Также она выступала на сценах парижской «Опера де Бастий», шведской королевской оперы, в театрах Вены, Торонто, принимала участие в музыкальных фестивалях Шаляпина в Казани (2002), им. М. Д. Михайлова в Чебоксарах, Klangbogen в Австрии (2001), Уэксфордского в Ирландии (2003), музыкальном фестивале в Бейруте. Как в составе труппы «Геликон-театра», так и в качестве приглашённой солистки выступала в Австрии, Великобритании, Германии, Италии, Испании, Ирландии, Франции, Швеции, США, Канаде, Китае, Ливане, Израиле.
Сотрудничала с такими дирижёрами, как М. Ростропович, В. Федосеев, Г. Рождественский, В. Понькин, А. Ведерников, А. Лазарев, В. Юровский, Т. Курензис, Р. Брэдшо, Б. Тевлин и другими.
Неоднократно номинировалась на театральную премию «Золотая Маска», также входила в состав жюри этого фестиваля. Моноопера И. Барданашвили «Ева», первой исполнительницей главной партии в которой была Костюк, была удостоена премии «Золотая Маска» в номинации «Новация».
Два года Лариса Костюк занималась педагогической деятельностью, была старшим преподавателем кафедры современного хорового исполнительского искусства Московской консерватории, где она занималась постановкой голоса студентов.

## Критика
Её нетрадиционная интерпретация сценических образов в сочетании с прекрасными вокалом и актёрским мастерством и зажигательным темпераментом высоко оцениваются критиками. Творчество Ларисы Костюк регулярно освещается в различных средствах массовой информации.

Прекрасно составленная и тонко спетая программа певицы — большая редкость на российской эстраде. На сцене царствовала женщина удивительной красоты, статная, прекрасно одетая, и чей голос открывал перед слушателями необыкновенные горизонты. И хочется её слушать вновь и вновь.— Ян Коваленский. Концерт Ларисы Костюк. Operanews (3 января 2010). Дата обращения: 2 декабря 2016.
Отмечают удивительно «точное попадание» в музыкальные образы исполняемых ею произведений.

## Достижения
- двукратный золотой призёр всемирного чемпионата искусств в номинации «Опера» (1996, Лос-Анджелес)[10];
- Заслуженная артистка Российской Федерации (2005)[2];
- Народная артистка Российской Федерации (2024)[15].

## Репертуар
Лариса Костюк исполняла в спектаклях «Геликон-оперы» оперные партии:
- М. Мусоргский «Борис Годунов» — Марина Мнишек;
- Н. Римский-Корсаков «Царская невеста» — Любаша;
- Н. Римский-Корсаков «Садко» — Любава;
- Н. Римский-Корсаков «Золотой петушок» — Амелфа;
- Н. Римский-Корсаков «Кащей Бессмертный» — Кащеевна;
- П. Чайковский «Евгений Онегин» — Ольга;
- П. Чайковский «Пиковая дама» — Графиня;
- П. Чайковский «Пиковая дама» — Миловзор;
- П. Чайковский «Ундина» — Офелия;
- П. Чайковский «Ундина» — Кормилица;
- П. Чайковский «Иоланта» — Марта;
- П. Чайковский «Иоланта» — Лаура;
- С. Прокофьев «Любовь к трём апельсинам» — Клариче;
- С. Прокофьев «Упавший с неба» — Клавдия;
- Д. Шостакович «Леди Макбет Мценского уезда» — Сонетка;
- И. Барданишвили «Ева» — Ева;
- Д. Тухманов «Царица» — Императрица Екатерина Великая;
- В. Беллини «Норма» — Клотильда;
- Дж. Россини «Севильский цирюльник» (авторская редакция) — Розина;
- В. А. Моцарт «Милосердие Тита» — Секстус;
- Дж. Верди «Аида» — Верховная жрица;
- Дж. Верди «Набукко» — Фенена;
- Дж. Верди «Травиата» — Флора;
- Дж. Верди «Фальстаф» — Миссис Квикли;
- Ж. Бизе «Кармен» — Кармен;
- Ж. Бизе «Кармен» — Мерседес;
- Ж. Оффенбах «Сказки Гофмана» — Муза-Никлаус;
- И. Штраус «Летучая мышь» — Князь Орловский;
- Ф. Пуленк «Диалоги кармелиток» — Мадам де Круасси;
- А. Берг «Лулу» — графиня Гешвиц;
- Дж. Гершвин «Гершвин-гала» — солистка.

Оперные партии, исполненные в спектаклях других театров:
- А. Гречанинов «Сестра Беатриса» — Игуменья (Шведская королевская опера, Стокгольм);
- П. Чайковский «Евгений Онегин» — Ольга (Шведская королевская опера, Стокгольм);
- П. Чайковский «Иоланта» — Марта (фестиваль Klangbogen[нем.], Вена);
- П. Чайковский «Пиковая дама» — Графиня (Михайловский театр, Санкт-Петербург)[9];
- С. Прокофьев «Огненный ангел» — Настоятельница монастыря (Большой театр, Москва);
- С. Прокофьев «Война и мир» — Соня (Опера Бастилии, Париж);
- С. Прокофьев «Война и мир» — Элен Безухова (Опера Бастилии, Париж);
- Я. Вайнберг «Шванде-волынщик» (Уэксфордский фестиваль, Ирландия);
- Р. Щедрин «Боярыня Морозова» — Боярыня Морозова (Большой зал Московской консерватории, концертное исполнение);
- Дж. Верди «Аида» — Амнерис (Опера де Масси[фр.], Франция);
- Дж. Верди «Трубадур» — Азучена (Opéra de Massy, Франция);
- Дж. Верди «Бал-маскарад» — Ульрика (Михайловский театр, Санкт-Петербург)[9];;
- Ж. Бизе «Кармен» — Кармен (Канадская оперная компания, Торонто);

Помимо оперного творчества Костюк занимается концертной деятельностью, исполняя сольные партии в кантатно-ораториальных произведениях: «Реквием» В. А. Моцарта, «Реквием» Дж. Верди — Реквием, поэма «Колокола» С. Рахманинова. Также исполняет арии и сцены из различных опер и романсы русских композиторов М. Глинки, А. Даргомыжского, Н. Римского-Корсакова, П. Чайковского, С. Рахманинова, Г. Свиридова, А. Бородина.